# Населённые пункты Витебской области в районах (от Д до П)
Населённые пункты в составе районов Витебской области (от Д до П)
Численность населения сельских населённых пунктов приведена по данным переписи населения 2019 года, численность населения ,городских населённых пунктов (городов и пгт) — по оценке на 1 января 2022 года.

## Дубровенский
| № | Населённый пункт | Тип | Население |
| - | ---------------- | --- | --------- |

## Лепельский
| № | Населённый пункт | Тип | Население |
| - | ---------------- | --- | --------- |

## Лиозненский
| № | Населённый пункт | Тип | Население |
| - | ---------------- | --- | --------- |

## Миорский
| № | Населённый пункт | Тип | Население |
| - | ---------------- | --- | --------- |

## Оршанский
| № | Населённый пункт | Тип | Население |
| - | ---------------- | --- | --------- |

## Полоцкий
| № | Населённый пункт | Тип | Население |
| - | ---------------- | --- | --------- |

## Поставский
| № | Населённый пункт | Тип | Население |
| - | ---------------- | --- | --------- |